# Ehrlichia
Erlichia – rodzaj bakterii należący do rzędu Rickettsiales, wywołujący odzwierzęce choroby zakaźne zwane erlichiozami. Patogeny przenoszone są przez kleszcze, a ich rezerwuarem są zarówno zwierzęta domowe, jak i dzikie, także człowiek. Należą do obligatoryjnych patogenów wewnątrzkomórkowych,

## Historia
Bakterie z rodzaju Ehrlichia zostały odkryte w przez niemieckiego mikrobiologa Paula Ehrlicha.

## Morfologia
Ehrlichia mogą występować w dwóch kształtach:
- ciałka elementarne w wielkości 0,2-0,4 mm
- ciałka siateczkowate w wielkości 0,8-1,5mm

Na podstawie rozmiaru zakwalifikowano je jako bakterie małe. Ściana komórkowa budową zbliżona jest do ścian bakterii Gram-ujemnych.
Na podstawie dotychczas przeprowadzonych analiz  stwierdza się, że nie u bakterii tych są nieobecne geny, które biorą udział w szlaku metabolizmu glukozy – procesach glikolizy – ani te odpowiedzialne za syntezę lipopolisacharydu i peptydoglikanu, wchodzących w skład ściany komórkowej.